# Simon-Joseph Giblet
Simon-Joseph Giblet (Beersel, 19 oktober 1755 – Halle, 23 september 1831) was een Zuid-Nederlands en Belgisch notaris en politicus.

## Levensloop
Giblet werd geboren als zoon van Arnold Joseph Giblet en Josine Bonnewyn. Hij was getrouwd met Marie Notaerts en na haar overlijden met Marie Barbe Vandermerschen.
Hij was actief als notaris van 1782 tot 1831 in Brussel, Beersel, Drogenbos en Halle. Hij werd als notaris opgevolgd door zijn kleinzoon Joseph-Henri-Charles Muller.
Onder de Oostenrijkse Nederlanden was hij Meier van "Drogenbos tot Kalevoet".
In 1830 werd hij na de Belgische Revolutie door het Voorlopig Bewind aangesteld als Burgemeester van Halle. De afgezette burgemeester Jacobus Carlier legde dit echter naast zich neer en bleef de functie gewoon uitvoeren, en werd uiteindelijk tijdens de gemeenteraadsverkiezingen in december 1830 herkozen als burgemeester.
Hij was de vader van Joseph Giblet, eveneens notaris en burgemeester van Halle.